# Glipostenoda kawasakii (Nomura, 1967)
Glipostenoda kawasakii is een keversoort uit de familie spartelkevers (Mordellidae). De wetenschappelijke naam van de soort is voor het eerst geldig gepubliceerd in 1967 door Nomura.